# Sbase
sbaseは、POSIX仕様に従った最小限の方法で複数のポータブルなUNIXツールを実装したプログラムセットである。suckless.orgが開発を行っている。